# Аль-Кала-Бені-Хаммад
Аль-Кала-Бені-Хаммад (араб. قلعة بني حماد) — давнє місто в провінції Мсіла в північній частині Алжиру. Засноване в 1007 році як фортеця; до 1090 року — столиця Хаммадідів, зруйнована в 1152 році Абд аль-Муміном з династії Альмохадів. Сьогодні знаходиться в руїнах.

## Опис
Розкопки французьких (1897, 1908, 1948) та алжирських (з 1964) археологів знайшли залишки міських стін, сигнальної башти, мечеті з мінаретом, великого палацового комплексу XI століття. Останній включає ансамбль Дар-ель-Бахр з басейном і багатим декором (розпис по стуку, мармур, майоліка). Зруйнована мечеть з 13 нефами і 8 рядами місць досі є однією з найбільших в Алжирі.

## Галерея

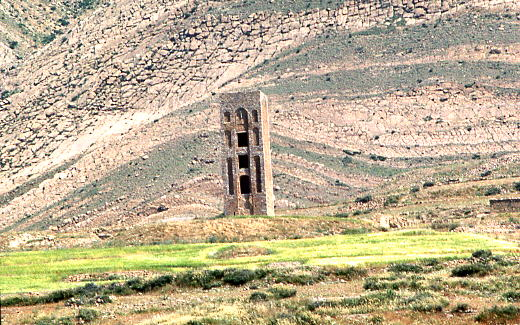
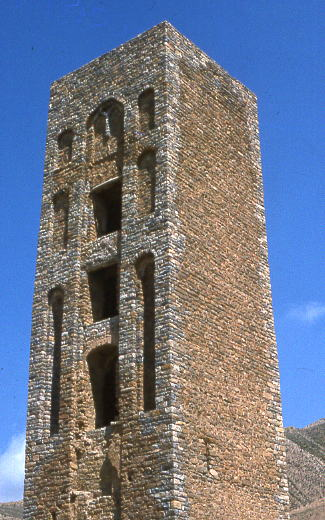
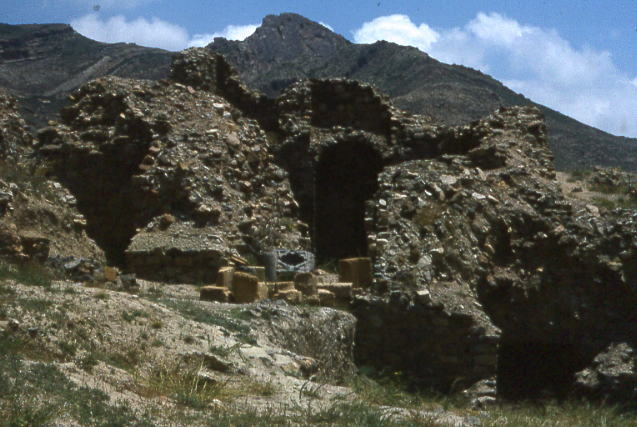
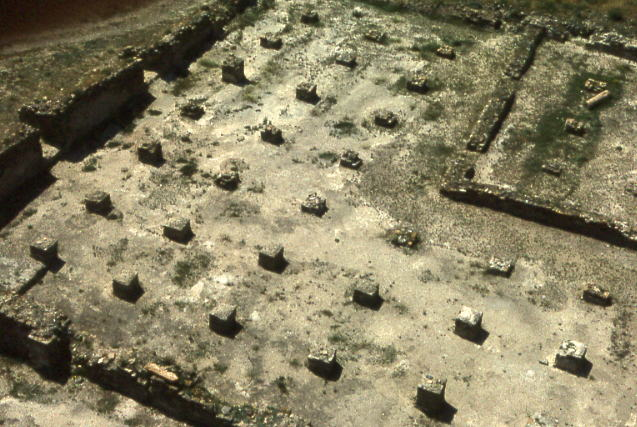
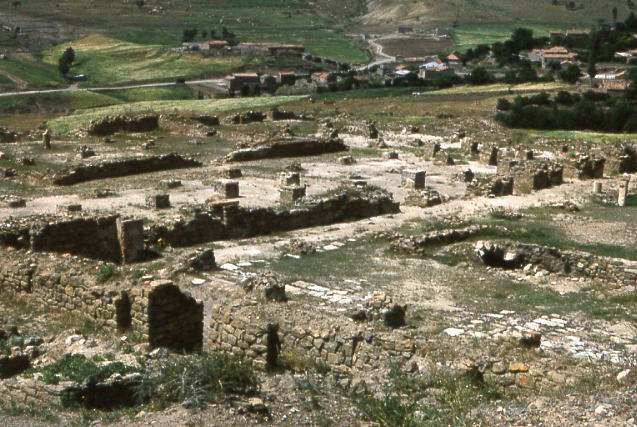
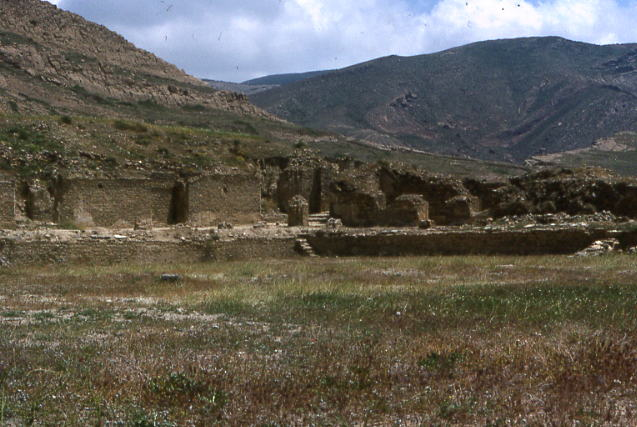
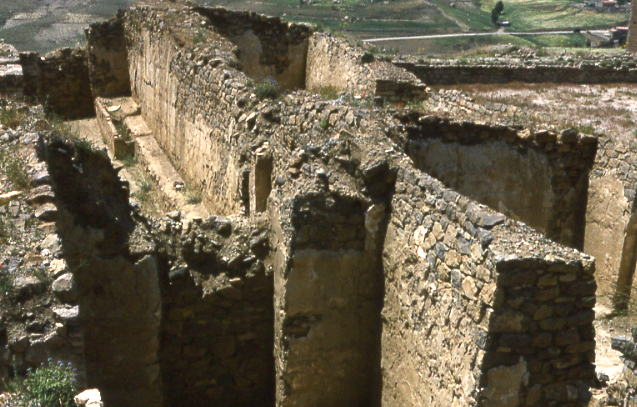
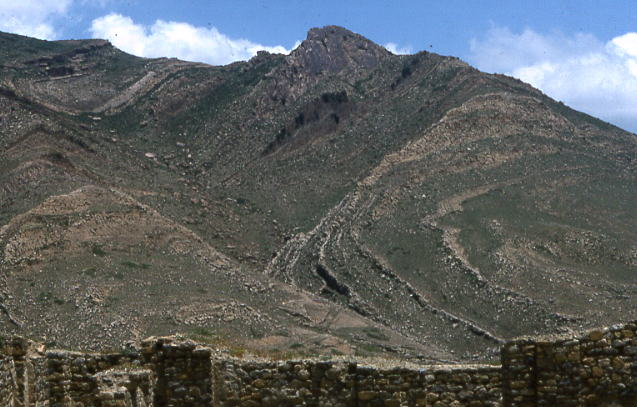
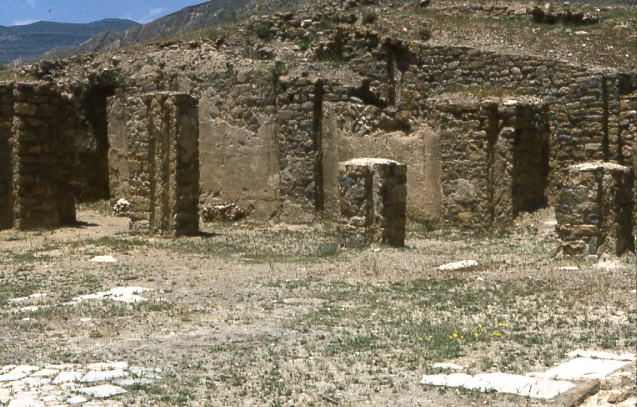
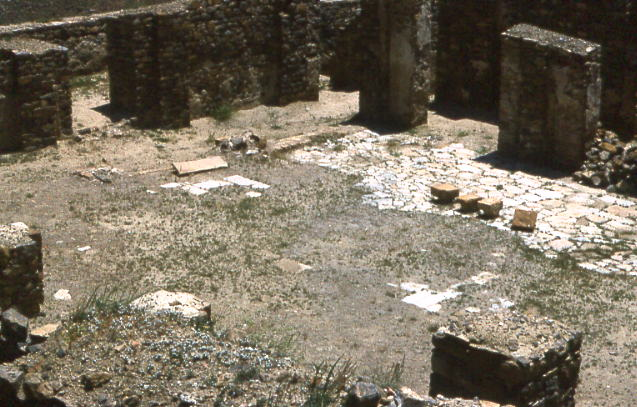
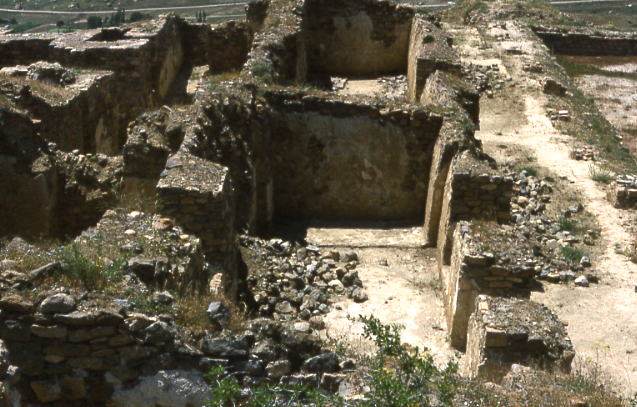
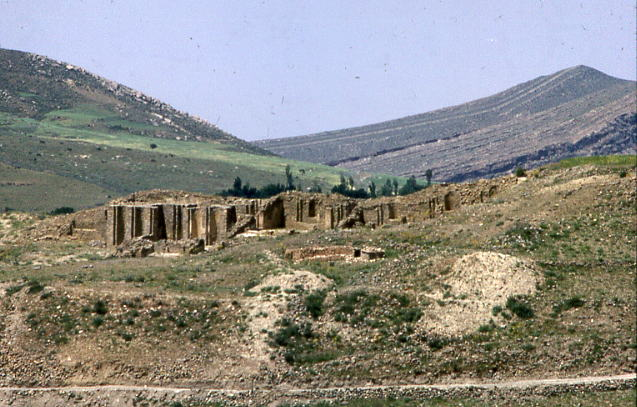
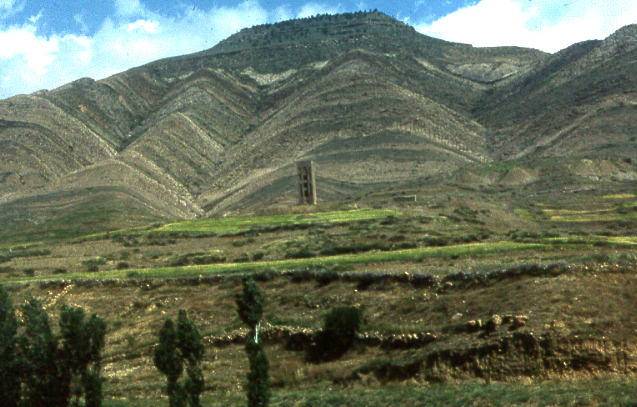
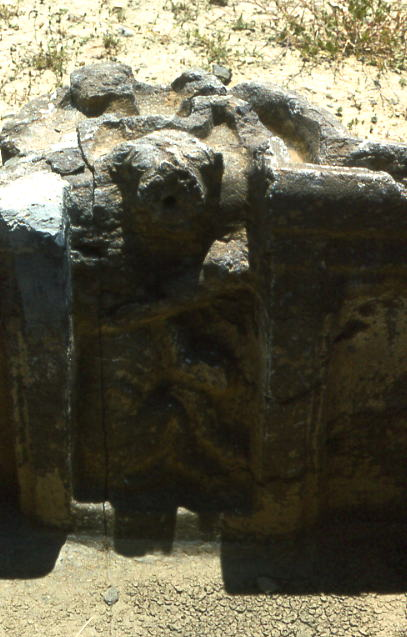
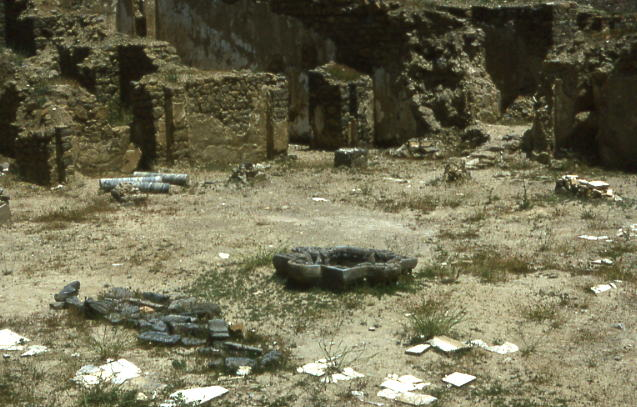
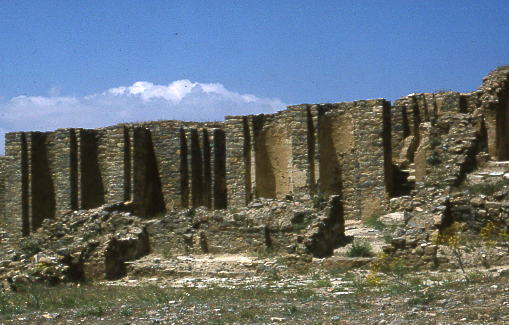